# 喜友名諒
喜友名 諒（きゆな りょう、1990年〈平成2年〉7月12日 - ）は、日本の空手家。沖縄県沖縄市出身。劉衛流龍鳳会（りゅうえいりゅう りゅうほうかい）所属。興南高等学校、沖縄国際大学卒業。2021年開催の東京オリンピック 空手男子 形 金メダリスト。

## 経歴
5歳で空手を始め、中学3年から佐久本嗣男に師事。世界空手道選手権大会の個人形で2014年・2016年・2018年・2021年と世界史上唯一の大会4連覇を達成しており、同大会の団体形では同じ沖縄劉衛流龍鳳会所属の金城新、上村拓也とともに2016年・2018年と大会2連覇している（2021年大会の団体形は喜友名不出場だが日本は優勝している）。また、オリンピックと世界選手権で共に優勝という男子空手 形で世界史上唯一の偉業を達成した。
全日本空手道選手権大会では、2012年から2021年まで前人未到の10連覇を達成している。プレミアリーグ優勝回数は2020年1月24日まで19回を記録し、ギネス世界記録に認定された。
2019年12月、プレミアリーグ マドリード大会終了時のランキングポイントで全日本空手道連盟が定めた日本代表選手選考基準の条件を満たす事となり、2020年東京オリンピックの日本代表（男子 形）に選出され、沖縄県出身者として初のオリンピック金メダリストとなった。東京オリンピック閉会式では、日本選手団の旗手を務めた。
東京オリンピック開催前には、清水希容と共に稽古を行っていた（清水も、東京オリンピック 空手女子 形の日本代表として出場し、銀メダルを獲得している）。同大会の決勝戦では、勝利を収めた後に畳の上で正座し、黙想・一礼をしている。これについて、後のインタビューで「全ての方への感謝の意を込めて」と語っている。また表彰式では、オリンピック開催を前に他界した母親に対し、金メダルの約束を果たしたことを伝えるため、遺影を手に表彰台へ上がった。
東京オリンピック 空手男子 形において金メダルを獲得した栄誉をたたえ、2022年2月4日、沖縄県那覇市の崇元寺通り守礼堂前に、記念のゴールドポスト（第63号）が設置された（ゴールドポストプロジェクト）。
2023年3月17日に、喜友名とともに世界選手権の団体形で大会2連覇した（2016年・2018年）金城新、上村拓也と現役引退会見を行なった。

## 主な戦績
男子形　個人戦 

### 世界大会・アジア大会
- オリンピック
  - 2020年東京オリンピック 金メダル
- 世界空手道選手権大会
  - 2012年（第21回） フランス：パリ 3位
  - 2014年（第22回） ドイツ：ブレーメン 優勝
  - 2016年（第23回） オーストリア：リンツ 優勝
  - 2018年（第24回） スペイン：マドリッド 優勝
  - 2021年（第25回） アラブ首長国連邦：ドバイ

　　　優勝（世界史上初の4連覇）
- スポーツアコードワールドコンバットゲームズ
  - 2013年（第 2回） ロシア：サンクトペテルブルク 準優勝
- ワールドゲームズ
  - 2013年（第 9回） コロンビア：カリ 3位
  - 2017年（第10回） ポーランド：ヴロツワ 優勝
- アジア　空手道選手権大会
  - 2013年（第12回） アラブ首長国連邦：ドバイ 3位
  - 2015年（第13回） 日本：横浜 優勝
  - 2017年（第14回） カザフスタン：アスタナ 優勝
  - 2018年（第15回） ヨルダン：アンマン 優勝
  - 2019年（第16回） ウズベキスタン：タシュケント 優勝
  - 2021年（第17回） カザフスタン：アルマトイ 優勝
- アジア競技大会
  - 2018年（第18回） インドネシア：ジャカルタ 優勝 [21]

### KARATE1 プレミアリーグ
- 2012年　ジャカルタ 3位、トルコ 優勝
- 2013年　ハーナウ 優勝
- 2014年　沖縄 優勝
- 2015年　沖縄 優勝
- 2016年　パリ 優勝、沖縄 優勝
- 2017年　パリ 優勝、ライプチヒ 優勝
- 2018年　パリ 優勝、ドバイ 準優勝、イスタンブール 優勝、ベルリン 優勝、東京 優勝
- 2019年　パリ 優勝、ドバイ 優勝、ラバト 優勝、上海 優勝、東京 優勝[22]、モスクワ 優勝
- 2020年　パリ 優勝

### KARATE1 シリーズA
- 2017年　イスタンブール 優勝、ザルツブルク 優勝、沖縄 優勝

### 全日本空手道選手権大会
- 2011年（第39回）準優勝
- 2012年 - 2021年（第40回 - 49回）優勝：10連覇

## 受賞歴
- 2016年　テレビ朝日ビッグスポーツ賞　ビッグスポーツ“Road to 2020”奨励賞（空手日本代表）
- 2018年　テレビ朝日ビッグスポーツ賞　ビッグスポーツ五輪奨励賞
- 2018年　JOCスポーツ賞　年度賞（優秀賞）
- 2021年　紫綬褒章[23]